# ピエロ・ヤイエル
ピエロ・ヤイエル（イタリア語:Piero Jahier、1884年4月11日 - 1966年9月10日）は、イタリアジェノヴァ出身の詩人、翻訳家、ジャーナリスト。
代表作は1919年に著された、著者自身が体験した青春期の内面の葛藤を描いた小説『少年 (ヤイエル)』だが、イタリアにファシズム体制が確立すると文筆活動を禁止され、その後はボローニャのトレニタリア（イタリアの国鉄）に勤務し、監視を余儀なくされた。

## 生涯
1884年4月11日、イタリアのジェノヴァに牧師の子として生まれるが、1897年に父が自殺したため母に連れられてフィレンツェで過ごした。高校では奨学金を頼りに神学を学んだ。宗教は反カトリックのヴァルド派を信仰した。
同国出身の作家ジュゼッペ・プレッツォリーニとジョヴァンニ・パピーニらが創刊した雑誌『ラ・ヴォーチェ』の同人となり、ジーノ・ブランキ（Gino Bianchi）名義で文筆活動を行った。
第一次世界大戦中は将校としてアルプス山脈の前線に赴いた。1920年に著された小説『わたしと山岳兵と（Con me e con gli alpini）』はこの頃の体験をもとに書かれたものである。
ファシズム体制が確立すると、執筆から手を引いてボローニャのトレニタリアで働いて過ごし、1966年9月10日にフィレンツェで亡くなった。
ヤイエルは詩人以外にもフランスの作家アンドレ・ジッド、ポール・クローデルやイギリスの作家ジョゼフ・コンラッド、中華民国の文学者・林悟堂の作品を翻訳し、イタリアに紹介したことでも知られる。

## 主な作品
- 1919年、『少年 (ヤイエル)（イタリア語版）』
- 1920年、『わたしと山岳兵と（Con me e con gli alpini）』
- 1939年、『Ragazzo e prime poesie』
- 1961年、『Arte alpina』